# 山口県道114号新岩国停車場線
山口県道114号新岩国停車場線（やまぐちけんどう114ごう しんいわくにていしゃじょうせん）は、山口県岩国市を一般県道である。

## 概要
JR西日本山陽新幹線 新岩国駅から岩国市岩国5丁目に至る。

### 路線データ
- 起点：岩国市御庄1丁目（JR西日本山陽新幹線 新岩国駅前）
- 終点：岩国市岩国1丁目（山口県道112号藤生停車場錦帯橋線交点）

## 路線状況

### 重複区間
- 山口県道・広島県道1号岩国大竹線（岩国市御庄3丁目）

### 道路施設

#### 橋梁
- 御坂橋（御庄川、岩国市）
- 錦城橋（錦川、岩国市）

## 地理

### 通過する自治体
- 岩国市

### 交差する道路
| 交差する道路                                 | 交差する場所 | 交差する場所 |
| -------------------------------------------- | ------------ | ------------ |
| 山口県道・広島県道1号岩国大竹線 重複区間起点 | 御庄3丁目    |              |
| 山口県道・広島県道1号岩国大竹線 重複区間終点 | 御庄3丁目    |              |
| 山口県道112号藤生停車場錦帯橋線              | 岩国1丁目    | 終点         |

### 交差する鉄道
- 山陽新幹線

### 沿線
- JR西日本山陽新幹線 新岩国駅
- 錦川鉄道錦川清流線 清流新岩国駅
- 岩国市役所 御庄出張所
- 錦川
- 岩国徴古館
- 吉香公園
- 紅葉谷公園
- 錦帯橋
- 岩国城跡